# Нантакет-Саунд

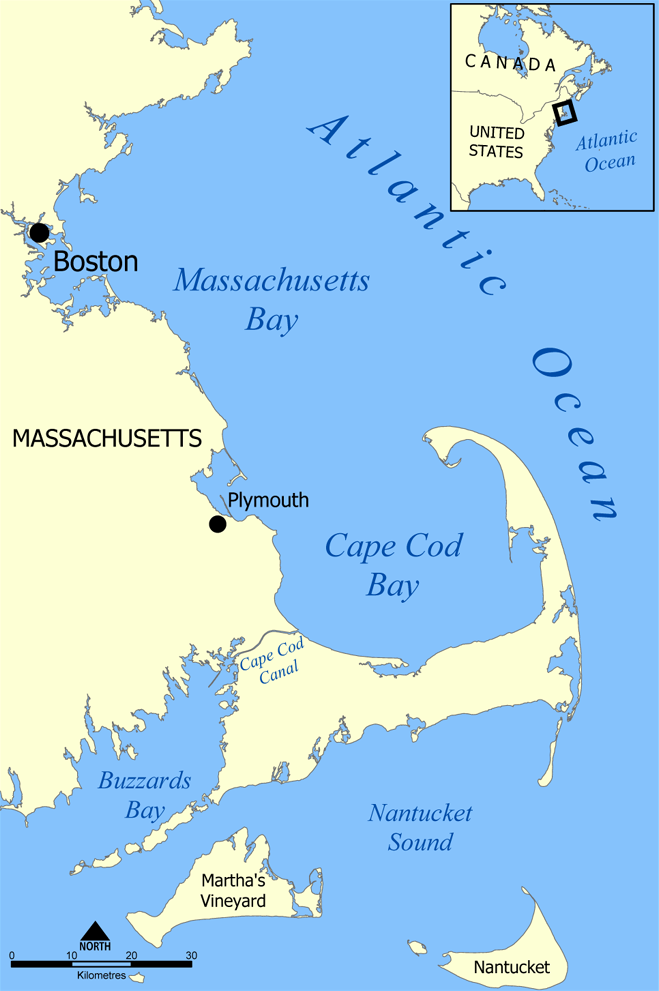
Протока Нантакет-Саунд омиває Кейп Код на півночі, острови Нантакет на півдні і Мартас-Віньярд на заході

Протока Нантакет-Саунд (англ. Nantucket Sound, буквально — «Нантакетська протока») — приблизно трикутна область в Атлантичному океані що омиває узбережжя американського штату Массачусетс. Протока простягається на 48 кілометрів завдовжки і 25 км завширшки, і омиває Кейп Код на півночі, острови Нантакет на півдні і Мартас-Віньярд на заході. Нантакет-Саунд знаходиться на злитті Лабрадорської течії і Гольфстриму.
Нантакет-Саунд включено в ареали значної кількості різноманітних екологічно та економічно важливих видів морських тварин і рослин. Протока має особливе значення для кількох охоронюваних а також різноманітних промислових видів дикої природи. Нантакет-Саунд включає південний діапазон для біовидів Північної Атлантики та північний діапазон для середньо атлантичних видів.
Злиття холодної Лабрадорської течії і теплого Гольфстриму створює унікальну прибережну смугу яка варіюється від відкритого моря до солончаків, а також пляжів з теплою водою.